# Península de San Francisco

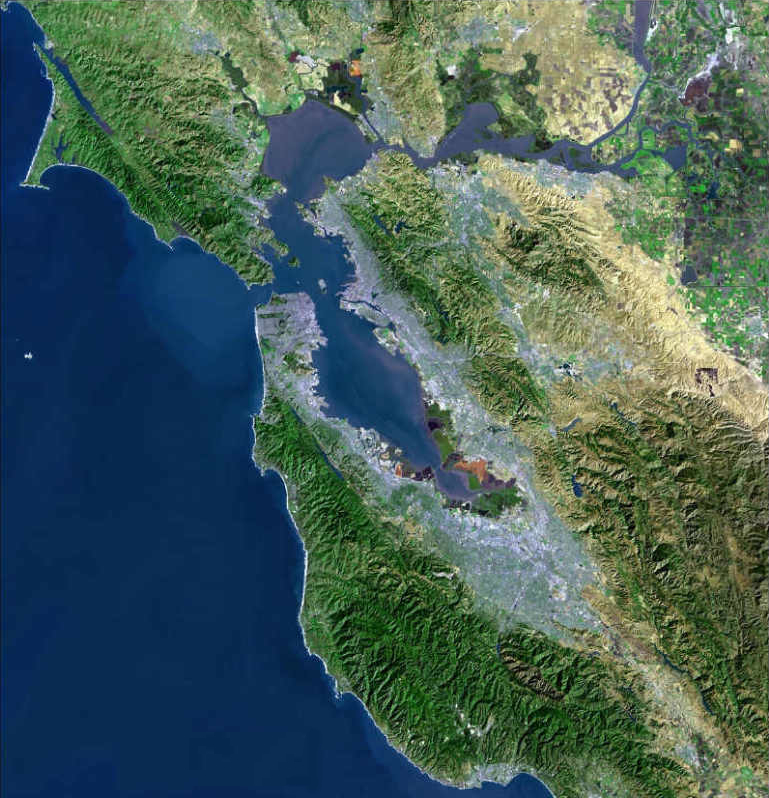
Foto satelital del Servicio Geológico de los Estados Unidos mostrando la bahía de San Francisco. La península de San Francisco sobresale hacia el norte. San Francisco se encuentra en la punta de ella.

La península de San Francisco en Estados Unidos es una península que separa la bahía de San Francisco del océano Pacífico. En su extremo norte está la ciudad y el condado de San Francisco. Su base está en el sur del condado de Santa Clara, incluyendo las ciudades de Palo Alto, Los Altos, Los Altos Hills, Stanford y Mountain View. La mayor parte de la Península se encuentra en el condado de San Mateo, entre los condados de San Francisco y Santa Clara, así como las ciudades y pueblos que la incluyen son: Atherton, Belmont, Brisbane, Burlingame, Colma, Daly City, East Palo Alto, El Granada, Emerald Lake Hills, Foster City, Half Moon Bay, Hillsborough, La Honda, Menlo Park, Millbrae, Montara, North Fair Oaks, Pacífica, Pescadero, Portola Valley, Redwood City, San Bruno, San Carlos, San Gregorio, San Mateo, South San Francisco, y Woodside.
Como ubicaciones geográficas, "La Península" es distinta de "La Ciudad", y se refiere a la parte sur de San Francisco. La denominación cuenta hasta la fecha del período, antes de 1856, cuando la ciudad de San Francisco y el condado de San Francisco eran entidades distintas, este último entonces coextensivo en su momento con San Mateo y el condado de la ciudad de San Francisco. La Condado de la Ciudad posee varias propiedades a lo largo de toda la península (en su mayoría estaciones de bombeo de agua conectado al valle Hetchy Hetch del cual tiene un arrendamiento permanente), por lo que la mayoría de las grandes comunidades de San Mateo son de hecho los suburbios de San Francisco, con las comunidades vecinas de Pacífica, Daly City, Broadmoor, Colma, South San Francisco, San Bruno, y de inmediato el suburbio de Brisbane. El resto del área suburbana de la península está en el lado este de la sierra de San Mateo, a lo largo de la bahía de San Francisco; el oeste y el centro-sur de porciones de la Península son, en su mayoría rurales, áreas no incorporadas y no sindicadas. 
La orilla este de la península está densamente urbanizada en su mayor parte, formando una zona de residencia para San Francisco y San José (California) al sur y Silicon Valley, Palo Alto y la Universidad de Stanford. Una serie de importantes vías corren de norte a sur: El Camino Real (SR 82) y EE. UU. 101 en el lado este a lo largo de la bahía, la Interestatal 280 en el centro, Skyline Boulevard (SR 35) a lo largo de la cresta de las Montañas de Santa Cruz, y 1, sobre la carretera hacia el oeste por el Pacífico. La línea de tren Caltrain corre casi paralela a la de El Camino Real y la Carretera 101. 
Tres puentes (puente Dumbarton, puente de San Mateo-Hayward y puente de la Bahía) cruzan la bahía de San Francisco desde la península. Al norte, el puente Golden Gate conecta San Francisco con el condado de Marin. 
A lo largo de la línea central de la península está la mitad norte de las montañas de Santa Cruz, formado por la acción de las placas tectónicas a lo largo de la falla de San Andrés. En el centro de la península a lo largo de esta falla, se encuentra el Crystal Springs Reservoir, que inspiró la película de James Bond A View to a Kill. Justo al norte de Crystal Springs embalsa el lago San Andrés.
- Datos: Q1827082